# Inverness, Mississippi
Inverness är en ort i Sunflower County, Mississippi, USA.